# Verbena stricta
Verbena stricta — вид трав'янистих рослин родини Вербенові (Verbenaceae), поширений у Канаді й США.

## Опис
Листки протилежні, прості, протилежні: на вузол уздовж стебла є два листи. Квіти від синього до пурпурового забарвлення, 5-пелюсткові. Довжина плодів 2–3 мм. Це недовговічна багаторічна рослина заввишки до ≈ 107 см, зрідка розгалужується. Стебло від світло-зеленого до тьмяного червонувато-пурпурового кольору та сильно вкрите довгими білими волосками. Листки ≈ 10 × 7.5 см, овально-яйцюваті або зворотнояйцюваті й грубо зубчасті на полях. Білувато-зелені листки вкриті тонкими білими волосками (особливо на нижній стороні), і вони сидячі або мають короткі черешки. Верхні стебла закінчуються суцвіттями 2.5–20 см завдовжки. Квіти на суцвітті розквітають знизу догори; одночасно може цвісти відносно мало квітів. Квіти 0.6 см упоперек. Чашечка від сірувато-зеленого до червонувато-пурпурового забарвлення й волохата. Кожна квітка виробляє чотири коричневі горішки.

## Поширення
Поширений у Канаді й США.